# Michael James Jackson
Michael James Jackson (Chicago, 20 de junio de 1945–Los Ángeles, 13 de julio de 2022) fue un productor discográfico, ingeniero de sonido y compositor, más conocido por su trabajo con la agrupación Kiss en la década de 1980.

## Biografía
Además de su trabajo con Kiss, colaboró con otras agrupaciones como Armored Saint, L.A. Guns, Red Rider, Hurricane y Pablo Cruise, y trabajó con numerosos productores, compositores y artistas como Paul Williams, Jesse Colin Young, Hoyt Axton, Lauren Wood y Paul Stanley. Durante su carrera produjo ocho discos que lograron la certificación de oro, y seis que obtuvieron el certificado de platino.
Jackson falleció por complicaciones con el COVID-19 en el centro médico Cedars-Sinai en Los Ángeles el 13 de julio de 2022.

## Discografía

### Con Kiss
- 1982 - Creatures of the Night
- 1982 - Killers
- 1983 - Lick it Up
- 1984 - Animalize
- 1988 - Smashes, Trashes and Hits